# Вече усмене традиције Медвеђе
Вече усмене традиције Медвеђе је културно-уметничка манифестација која има за циљ очување културне баштине општине Медвеђа. Манифестација се одржава у организацији Туристичке организације Медвеђа и Културног центра општине Медвеђа.
Кроз приказивање елемената нематеријалног културног наслеђа, поставља се изложба традиционалних одевних и употребних предмета, наздравља се здравицом присутнима, уз учешће певачких хорова и група, као и фолклора са пригодним програмом.
Године 2023. у првом делу програма приказан је извод из етнодукументарног филма „Здрав си” из пројекта „Дижем ову чашу – Здравице Горње Јабланице” реализованог у организацији Културног центра општине Медвеђа. О филму је, укратко, говорио етнолог Далибор Пешић, а затим је на сцену изашао Радосав Додеровић са здравицом коју је наздравио свим присутнима, уз традиционално испијање велике чаше рукаче.
У другом делу манифестације организује се презентација и дегустација традиционалних јела и пића житеља Горње Јабланице.